# 21 Pułk Piechoty (Imperium Rosyjskie)
21 Muromski pułk piechoty (ros. 21-й пехотный Муромский полк) – oddział piechoty okresu Imperium Rosyjskiego.

## Charakterystyka
Sformowany 6 sierpnia 1708 jako 3 pułk grenadierów. Od 1710 pod nazwą pułk grenadierów Enzberga (od nazwiska dowódcy). Do 13 listopada 1727 pułk wielokrotnie był przemianowywany od nazwisk kolejnych dowódców. Tego dnia zmienił nazwę na Muromski pułk piechoty.
W styczniu 1833 do Muromskiego pułku piechoty włączono 19 Jegerski pułk strzelców.
6 grudnia 1831 pułk nagrodzono prawem noszenia na czapkach wstęgi nagrodowej Za udział w wojnie z Polską w 1831. 6 sierpnia 1908, tj. w 200-lecie sformowania jednostki ustanowiono odznakę pamiątkową pułku 1708–1908.
25 marca 1864 jednostka otrzymała liczbę porządkową 21, która towarzyszyła jej do końca I wojny światowej.
Od początku istnienia pułk stacjonował kolejno w następujących miejscowościach: Smoleńsk, Zinkow (1836–1838), Pryłuki (1837–1839), Grodno (1840–1853), Częstochowa (1843), Rawa (1844), Warszawa (1848), Piotrków (1850–1851), Czeczelnik (1856), Mohylew (1857–1859), Łęczyca (1860–1862), Płock (1863–1889), Ostrołęka (1890–1910) oraz Różan (1911–1914).

 W przededniu I wojny światowej pułk etatowo posiadał cztery bataliony po cztery kompanie oraz kompanię tyłową. Kompania piechoty czasu wojny liczyła około 240 żołnierzy i 4–5 oficerów. Na szczeblu pułku występował także pododdział karabinów maszynowych (8 km), łączności (w tym 14 konnych gońców i 21 telefonistów) i zwiadowczy (64 zwiadowców, w tym 4 kolarzy). W sumie pułk liczył około 4000 żołnierzy.

## Przyporządkowanie
Lipiec 1914:
- 15 Korpus Armijny – Warszawa
  - 6 Dywizja Piechoty – Ostrów
    - 1 Brygada Piechoty – Ostrołęka
      - 21 Muromski pułk piechoty – Różan[6].

## Działania zbrojne

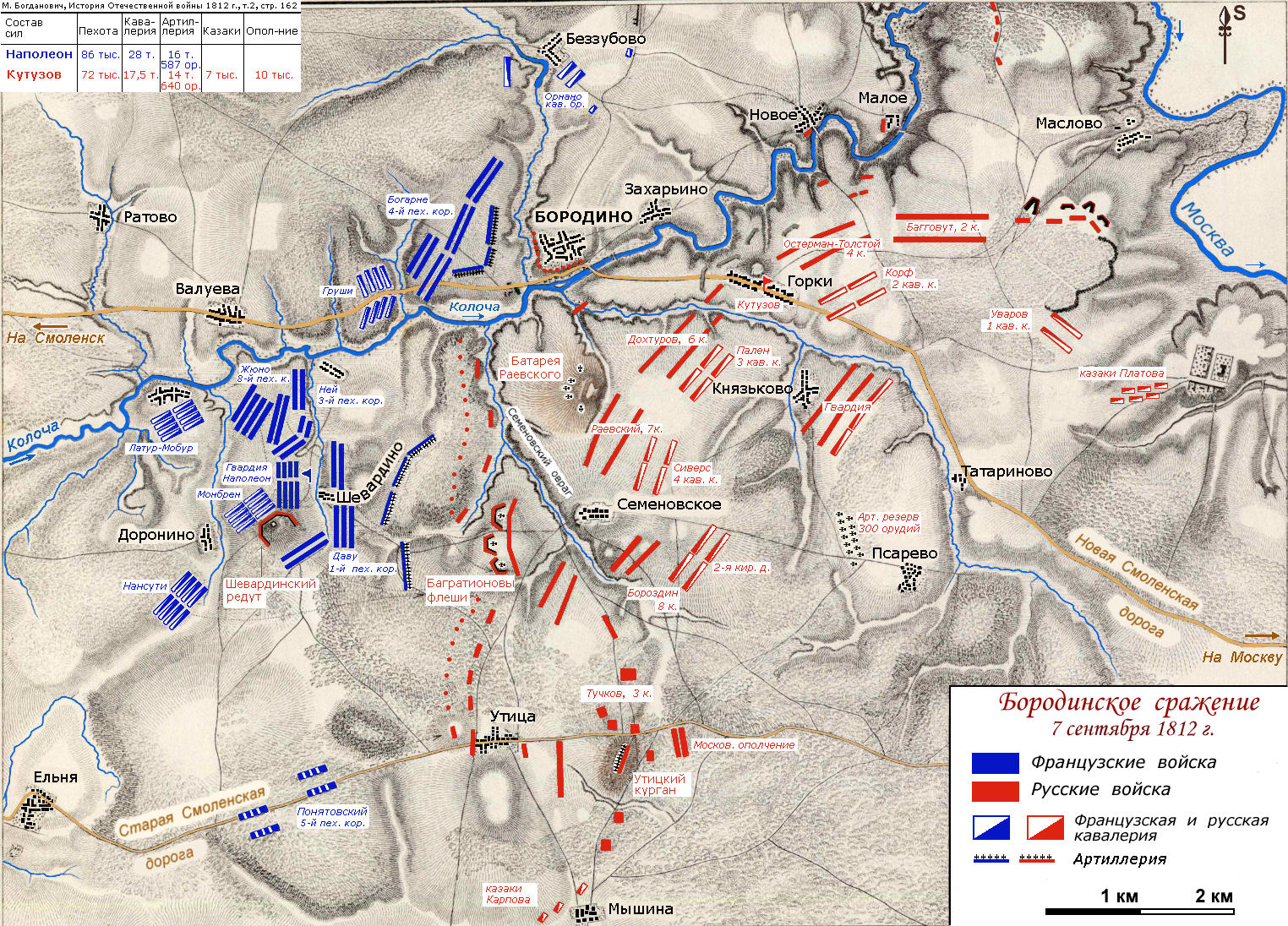
Rosyjska mapa bitwy pod Borodino, 1812

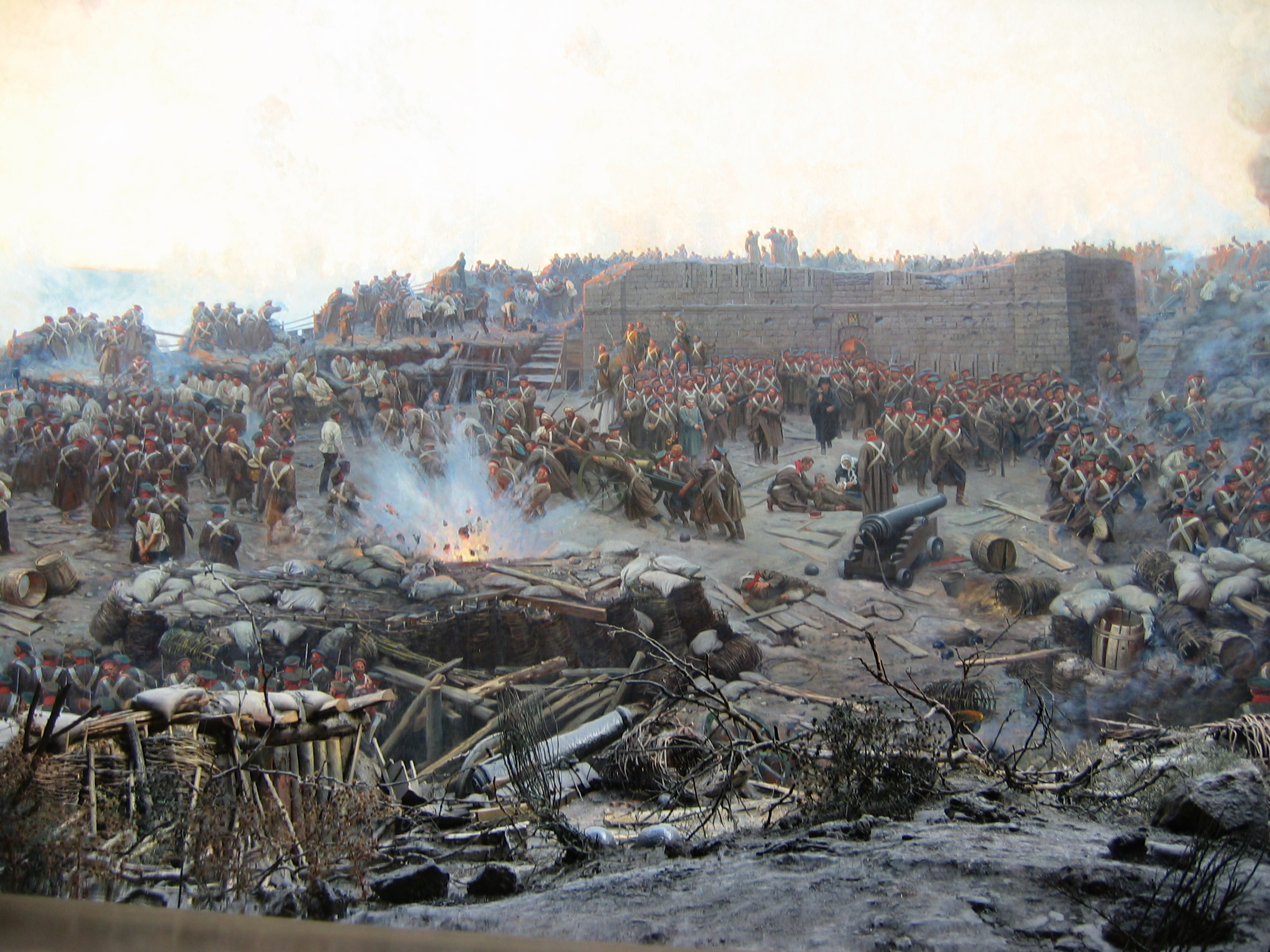
Obrona Sewastopola

- bitwa pod Gołowczyną (3 lipca 1708),
- szturm Twierdzy Perekop (20 maja 1736),
- oblężenie miasta Kozłowy (5 czerwca 1736),
- szturm Bachczysaraju (17 czerwca 1736),
- szturm Twierdzy Kostrzyn (4 sierpnia 1758),
- bitwa poz Zorndorf /ob. Sarbinowo/ (14 sierpnia 1758),
- wypad na Berlin (1760),
- bitwa pod Chotiną (29 sierpnia 1769),
- szturm umocnień nad rzeką Łarge (7 lipca 1770),
- bitwa pod Kaługą (21 lipca 1770),
- wojna włoska (1799),
- bitwa pod Pułtuskiem (14 grudnia 1806),
- bitwa pod Smoleńskiem (5 sierpnia 1812),
- bitwa pod Borodino (26 sierpnia 1812),
- bitwa pod Kulewczą (30 maja 1829),
- marsz na Węgry (1849),
- obrona Sewastopola (1854–1855).